# ウラシルマスタード
ウラシルマスタード（英語：uracil mustard、国際一般名：ウラムスチン）は、アルキル化剤に分類される化学療法薬である。化学的にはウラシルとナイトロジェンマスタードの誘導体である。世界保健機関 (WHO) の下部組織によるIARC発がん性リスク一覧のグループ2に属する。ヒトに対する発癌性の限られた証拠、動物実験での十分な証拠がある。
非ホジキンリンパ腫などのリンパ性悪性腫瘍に用いられる。主に腫瘍が細胞分裂するさいに、核酸の材料であるウラシルを大量に取り込むことを利用し、がん細胞に取り込ませDNAを損壊させる。損壊されたDNAはアポトーシスを引き起こす。
副作用
骨髄抑制、吐き気が主な副作用である。